# Noční zvířata (film)
Noční zvířata (v anglickém originále Nocturnal Animals) je americký psychologický thriller z roku 2016. Režie a scénáře se ujal Tom Ford. Snímek je inspirován románem Tony and Susan od Austina Wrighta. Hlavní role hrají Amy Adams, Jake Gyllenhaal, Michael Shannon, Aaron Taylor-Johnson, Isla Fisher, Armie Hammer, Laura Linneyová, Andrea Riseborough a Michael Sheen.
Film soutěžil o Zlatého lva na Benátském filmovém festivalu, kde získal cenu Grand Jury Prize. Film byl oficiálně uveden do kin 18. listopadu 2016 ve Spojených státech amerických, v České republice o týden později .

## Obsazení
| Amy Adams                 | Susan Morrow                     |
| Jake Gyllenhaal           | Edward Sheffield / Tony Hastings |
| Michael Shannon           | detektiv Bobby Andes             |
| Aaron Taylor-Johnson      | Ray Marcus                       |
| Isla Fisherová            | Laura Hastings                   |
| Armie Hammer              | Hutton Morrow                    |
| Laura Linneyová           | Anne Sutton                      |
| Andrea Riseborough        | Alessia Holt                     |
| Michael Sheen             | Carlos Holt                      |
| Ellie Bamber              | India Hastings                   |
| Robert Aramayo            | Turk                             |
| Kristin Bauer van Straten | Samantha Van Helsing             |
| Karl Glusman              | Lou                              |
| Jena Malone               | Sage Ross                        |
| Zawe Ashton               | Alex                             |

## Produkce
V březnu 2015 společnost Smoke House Pictures oznámila, že George Clooney a Grant Heslow budou produkovat thriller Noční zvířata, inspirovaný románem Tony and Susan. Oslovili Toma Forda aby film režíroval a napsal k němu scénář. Brzy poté byli Jake Gyllenhaal a Amy Adams do hlavních rolí. Natáčení začalo 5. října 2015 v Los Angeles a skončilo 5. prosince 2015.

## Nominace a ocenění
| Ocenění                                       | Datum ceremoniálu | Kategorie                        | Nominovaný                                        | Výsledek  |
| --------------------------------------------- | ----------------- | -------------------------------- | ------------------------------------------------- | --------- |
| AACTA International Awards                    | 8. ledna 2017     | Nejlepší herec ve vedlejší roli  | Michael Shannon                                   | nominace  |
| Alliance of Women Film Journalists            | 21. prosince 2016 | Nejlepší herec ve vedlejší roli  | Michael Shannon                                   | nominace  |
| Alliance of Women Film Journalists            | 21. prosince 2016 | Nejlepší adaptovaný scénář       | Tom Ford                                          | nominace  |
| Art Directors Guild Awards                    | 11. února 2017    | Nejlepší výprava – moderní film  | Shane Valentino                                   | nominace  |
| Austin Film Critics Association               | 28. prosince 2016 | Nejlepší herec ve vedlejší roli  | Michael Shannon                                   | nominace  |
| Austin Film Critics Association               | 28. prosince 2016 | Nejlepší adaptovaný scénář       | Tom Ford                                          | nominace  |
| Benátský filmový festival                     | 10. září 2016     | Hlavní cena poroty               | Tom Ford                                          | vítězství |
| Benátský filmový festival                     | 10. září 2016     | Zlatý lev                        | Tom Ford                                          | nominace  |
| Chicago Film Critics Association              | 15. prosince 2016 | Nejlepší herec ve vedlejší roli  | Michael Shannon                                   | nominace  |
| Cena národní společnosti filmových kritiků    | 7. leden 2017     | Nejlepší herec ve vedlejší roli  | Michael Shannon                                   | 3. místo  |
| Costume Designers Guild                       | 21. února 2017    | Nejlepší kostýmy – moderní film  | Arianne Phillips                                  | nominace  |
| Critics Choice Movie Awards                   | 11. prosince 2016 | Nejlepší herec ve vedlejší roli  | Michael Shannon                                   | nominace  |
| Critics Choice Movie Awards                   | 11. prosince 2016 | Nejlepší adaptovaný scénář       | Tom Ford                                          | nominace  |
| Critics Choice Movie Awards                   | 11. prosince 2016 | Nejlepší kamera                  | Seamus McGarvey                                   | nominace  |
| Dallas–Fort Worth Film Critics Association    | 13. prosince 2016 | Nejlepší herec ve vedlejší roli  | Michael Shannon                                   | 3. místo  |
| Dorian Awards                                 | 26. leden 2017    | Nejlepší film                    | Nocturnal Animals                                 | nominace  |
| Empire Awards                                 | 19. března 2017   | Nejlepší thriller                | Nocturnal Animals                                 | nominace  |
| Filmová cena Britské akademie                 | 12. února 2017    | Nejlepší režie                   | Tom Ford                                          | nominace  |
| Filmová cena Britské akademie                 | 12. února 2017    | Nejlepší herec v hlavní roli     | Jake Gyllenhaal                                   | nominace  |
| Filmová cena Britské akademie                 | 12. února 2017    | Nejlepší herec ve vedlejší roli  | Aaron Taylor-Johnson                              | nominace  |
| Filmová cena Britské akademie                 | 12. února 2017    | Nejlepší adaptovaný scénář       | Tom Ford                                          | nominace  |
| Filmová cena Britské akademie                 | 12. února 2017    | Nejlepší kamera                  | Seamus McGarvey                                   | nominace  |
| Filmová cena Britské akademie                 | 12. února 2017    | Nejlepší střih                   | Joan Sobel                                        | nominace  |
| Filmová cena Britské akademie                 | 12. února 2017    | Nejlepší filmová hudba           | Abel Korzeniowski                                 | nominace  |
| Filmová cena Britské akademie                 | 12. února 2017    | Nejlepší výprava                 | Meg Everist and Shane Valentino                   | nominace  |
| Filmová cena Britské akademie                 | 12. února 2017    | Nejlepší masky                   | Donald Mowat and Yolanda Toussieng                | nominace  |
| Florida Film Critics Circle                   | 23. prosince 2016 | Nejlepší herec ve vedlejší roli  | Michael Shannon                                   | nominace  |
| Florida Film Critics Circle                   | 23. prosince 2016 | Nejlepší adaptovaný scénář       | Tom Ford                                          | nominace  |
| Hollywood Film Awards                         | 6. listopadu 2016 | Hollywoodský režisérský objev    | Tom Ford                                          | vítězství |
| Houston Film Critics Society                  | 6. leden 2017     | Nejlepší film                    | Nocturnal Animals                                 | nominace  |
| Houston Film Critics Society                  | 6. leden 2017     | Nejlepší herec v hlavní roli     | Jake Gyllenhaal                                   | nominace  |
| Houston Film Critics Society                  | 6. leden 2017     | Nejlepší herec ve vedlejší roli  | Michael Shannon                                   | nominace  |
| Houston Film Critics Society                  | 6. leden 2017     | Nejlepší kamera                  | Seamus McGarvey                                   | nominace  |
| Houston Film Critics Society                  | 6. leden 2017     | Nejlepší skladatel               | Abel Korzeniowski                                 | nominace  |
| IndieWire Critics Poll                        | 19. prosince 2016 | Nejlepší herec ve vedlejší roli  | Michael Shannon                                   | 9. místo  |
| IndieWire Critics Poll                        | 19. prosince 2016 | Nejlepší kamera                  | Seamus McGarvey                                   | 10. místo |
| IndieWire Critics Poll                        | 19. prosince 2016 | Nejlepší střih                   | Joan Sobel                                        | 10. místo |
| Jupiter Awards                                | 29. března 2017   | Nejlepší mezinárodní herečka     | Amy Adams                                         | nominace  |
| London Film Critics' Circle                   | 22. leden 2017    | Nejlepší film                    | Nocturnal Animals                                 | nominace  |
| London Film Critics' Circle                   | 22. leden 2017    | Nejlepší herec v hlavní roli     | Jake Gyllenhaal                                   | nominace  |
| London Film Critics' Circle                   | 22. leden 2017    | Nejlepší herec ve vedlejší roli  | Michael Shannon                                   | nominace  |
| Make-Up Artists and Hair Stylists Guild       | 19. února 2017    | Nejlepší masky – moderní film    | Donald Mowat, Elaine Offers and Malanie J. Romero | vítězství |
| Make-Up Artists and Hair Stylists Guild       | 19. února 2017    | Nejlepší účes – moderní film     | Jules Holdren and Yolanda Toussieng               | nominace  |
| Mezinárodní filmový festival v Santa Barbaře  | 3. února 2017     | Virtuosos Award                  | Aaron Taylor-Johnson                              | vítězství |
| Online Film Critics Society                   | 3. leden 2017     | Nejlepší herec ve vedlejší roli  | Michael Shannon                                   | nominace  |
| Online Film Critics Society                   | 3. leden 2017     | Nejlepší adaptovaný scénář       | Tom Ford                                          | nominace  |
| Oscar                                         | 26. února 2017    | Nejlepší herec ve vedlejší roli  | Michael Shannon                                   | nominace  |
| San Diego Film Critics Society                | 12. prosince 2016 | Nejlepší film                    | Nocturnal Animals                                 | nominace  |
| San Diego Film Critics Society                | 12. prosince 2016 | Nejlepší režie                   | Tom Ford                                          | nominace  |
| San Diego Film Critics Society                | 12. prosince 2016 | Nejlepší herec v hlavní roli     | Jake Gyllenhaal                                   | nominace  |
| San Diego Film Critics Society                | 12. prosince 2016 | Nejlepší herec ve vedlejší roli  | Michael Shannon                                   | nominace  |
| San Diego Film Critics Society                | 12. prosince 2016 | Nejlepší herec ve vedlejší roli  | Aaron Taylor-Johnson                              | nominace  |
| San Diego Film Critics Society                | 12. prosince 2016 | Nejlepší adaptovaný scénář       | Tom Ford                                          | nominace  |
| San Diego Film Critics Society                | 12. prosince 2016 | Nejlepší střih                   | Joan Sobel                                        | 2. místo  |
| San Diego Film Critics Society                | 12. prosince 2016 | Nejlepší kamera                  | Seamus McGarvey                                   | nominace  |
| San Diego Film Critics Society                | 12. prosince 2016 | Nejlepší výprava                 | Shane Valentino                                   | nominace  |
| San Diego Film Critics Society                | 12. prosince 2016 | Nejlepší obsazení                | The cast of Nocturnal Animals                     | nominace  |
| San Diego Film Critics Society                | 12. prosince 2016 | Nejlepší práce                   | Michael Shannon                                   | vítězství |
| San Francisco Film Critics Circle             | 11. prosince 2016 | Nejlepší herec ve vedlejší roli  | Michael Shannon                                   | nominace  |
| San Francisco Film Critics Circle             | 11. prosince 2016 | Nejlepší adaptovaný scénář       | Tom Ford                                          | nominace  |
| Satellite Awards                              | 19. února 2017    | Nejlepší film                    | Nocturnal Animals                                 | nominace  |
| Satellite Awards                              | 19. února 2017    | Nejlepší režie                   | Tom Ford                                          | nominace  |
| Satellite Awards                              | 19. února 2017    | Nejlepší herečka v hlavní roli   | Amy Adams                                         | nominace  |
| Screen Actors Guild Award                     | 29. leden 2017    | Nejlepší výkon kasakdérů         | Noční zvířata                                     | nominace  |
| St. Louis Film Critics Association            | 18. prosince 2016 | Nejlepší herec ve vedlejší roli  | Michael Shannon                                   | nominace  |
| St. Louis Film Critics Association            | 18. prosince 2016 | Nejlepší adaptovaný scénář       | Tom Ford                                          | nominace  |
| St. Louis Film Critics Association            | 18. prosince 2016 | Nejlepší střih                   | Joan Sobel                                        | nominace  |
| Toronto Film Critics Association              | 11. prosince 2016 | Nejlepší herec ve vedlejší roli  | Michael Shannon                                   | 2. místo  |
| Washington D.C. Area Film Critics Association | 5. prosince 2016  | Nejlepší herec ve vedlejší roli  | Michael Shannon                                   | nominace  |
| Washington D.C. Area Film Critics Association | 5. prosince 2016  | Nejlepší adaptovaný scénář       | Tom Ford                                          | nominace  |
| Washington D.C. Area Film Critics Association | 5. prosince 2016  | Nejlepší kamera                  | Seamus McGarvey                                   | nominace  |
| Women Film Critics Circle                     | 19. prosince 2016 | Nejhorší zobrazení ženy ve filmu | Nocturnal Animals                                 | nominace  |
| Women Film Critics Circle                     | 19. prosince 2016 | Nejhorší matka                   | Laura Linneyová                                   | vítězství |
| Writers Guild of America Awards               | 19. února 2017    | Nejlepší adaptovaný scénář       | Tom Ford                                          | nominace  |
| Zlatý glóbus                                  | 8. leden 2017     | Nejlepší herec ve vedlejší roli  | Aaron Taylor-Johnson                              | vítězství |
| Zlatý glóbus                                  | 8. leden 2017     | Nejlepší režie                   | Tom Ford                                          | nominace  |
| Zlatý glóbus                                  | 8. leden 2017     | Nejlepší scénář                  | Tom Ford                                          | nominace  |